# Modelville
Modelville là một chương trình truyền hình thực tế phát xuất từ loạt chương trình America's Next Top Model của kênh The CW. Chương trình quy tụ 5 thí sinh cũ của America's Next Top Model, và được phát sóng như một phần nhỏ của talkshow Tyra Banks Show. Người chiến thắng đã được trao tặng giải thưởng là một hợp đồng làm phát ngôn viên của Carol's Daughter trị giá $50.000.
Laura Kirkpatrick, thí sinh xếp hạng ba của America's Next Top Model, Mùa thi 8, đã được chọn làm người chiến thắng.

## Định dạng
Tương tự Top Model, các thí sinh của chương trình phải sống trong một môi trường tập thể biệt lập, nhưng trong chương trình này họ được phép sử dụng điện thoại di động và truy cập Internet, để cập nhật thông tin trên blog hằng ngày. Mỗi người phải tự dàn dựng và diễn một đoạn quảng cáo ngắn (30 giây) cho sản phẩm Carol's Daughter. Cuộc thi này được phát sóng hằng tuần dưới dạng ký sự và là một phần nhỏ của talkshow Tyra Banks Show, trừ tập cuối phát sóng cách một tháng so với tập trước.

## Các thí sinh

### Thứ tự bị loại
- Ann Ward - Bemore from high heels - (Quit)
- Clare Venema - The beautiful Australians designs - 4th
- Chelsey Hersley - The beautiful Roberto Cavalli designs - 3rd
- Lauren Utter - Bemore from high heels - Runner-Up
- Laura Kirkpatrick - The grandma was name Wanda Sue - Winner

## Bảng tổng kết
|         | 1  | 2  | 3  | 4    | 4  | 4    |
| ------- | -- | -- | -- | ---- | -- | ---- |
| Laura   | AT | AT | AT | AT   | AT | TỐT  |
| Lauren  | AT | AT | AT | AT   | AT | LOẠI |
| Chelsey | AT | AT | AT | LOẠI |    |      |
| Clare   | AT | AT | AT | LOẠI |    |      |
| Ann     | AT | AT | AT | LOẠI |    |      |

Không giống như America's Next Top Model, các thí sinh chỉ bị loại một lần duy nhất trong tập phim cuối cùng, chứ không phải cuối mỗi tập phim.
Tập 1 & 2 không có giải thưởng cho thử thách. AT: An toàn.
     Thí sinh chiến thắng Modelville.
     Thí sinh chiến thắng thử thách.
     Thí sinh không tham gia thử thách.
     Thí sinh bị loại.
     Thí sinh bỏ cuộc.

## Phiên bản quốc tế
Định dạng của chương trình được Áo thu nhận sản xuất đầu năm 2009 với tên gọi Die Model WG. Một phiên bản khác sẽ xuất hiện tại Đức trước khi mùa thi thứ năm của Germany's Next Topmodel bắt đầu.